# Skärblad
Skärblad (Falcaria vulgaris) är en växtart inom familjen flockblommiga växter. Den är ensam art i släktet Falcaria.

## Beskrivning
Skärblad är en flockblommig flerårig ört som blir omkring 50 centimeter hög, som mest upp till 70 centimeter. Den har en upprätt grenad stjälk och trefingrade eller pardelade blad med långsmala sågtandade bladflikar. Dessa är ofta är skärformigt böjda och det är denna skärform som gett arten namnet skärblad. Bladen har en lite blågrön färg och hela växten ser lite grågrön ut. Blommorna är vita och blomningen infaller i juli till september. Frukten är en tvådelad klyvfrukt med två små, 3-4 millimeter, avlånga delfruker. Efter mognaden vissnar plantans ovanjordiska delar och lossnar från roten och blåser iväg med vinden, så att frukterna, som efterhand lossnar, sprids till nya platser. Genom ett djupt rotsystem kan skärbladet länge leva kvar på en lämplig plats där den en gång etablerats. Genom rotskott kan den bilda större bestånd där plantorna typiskt brukar växa lite trassligt sammanvävda.

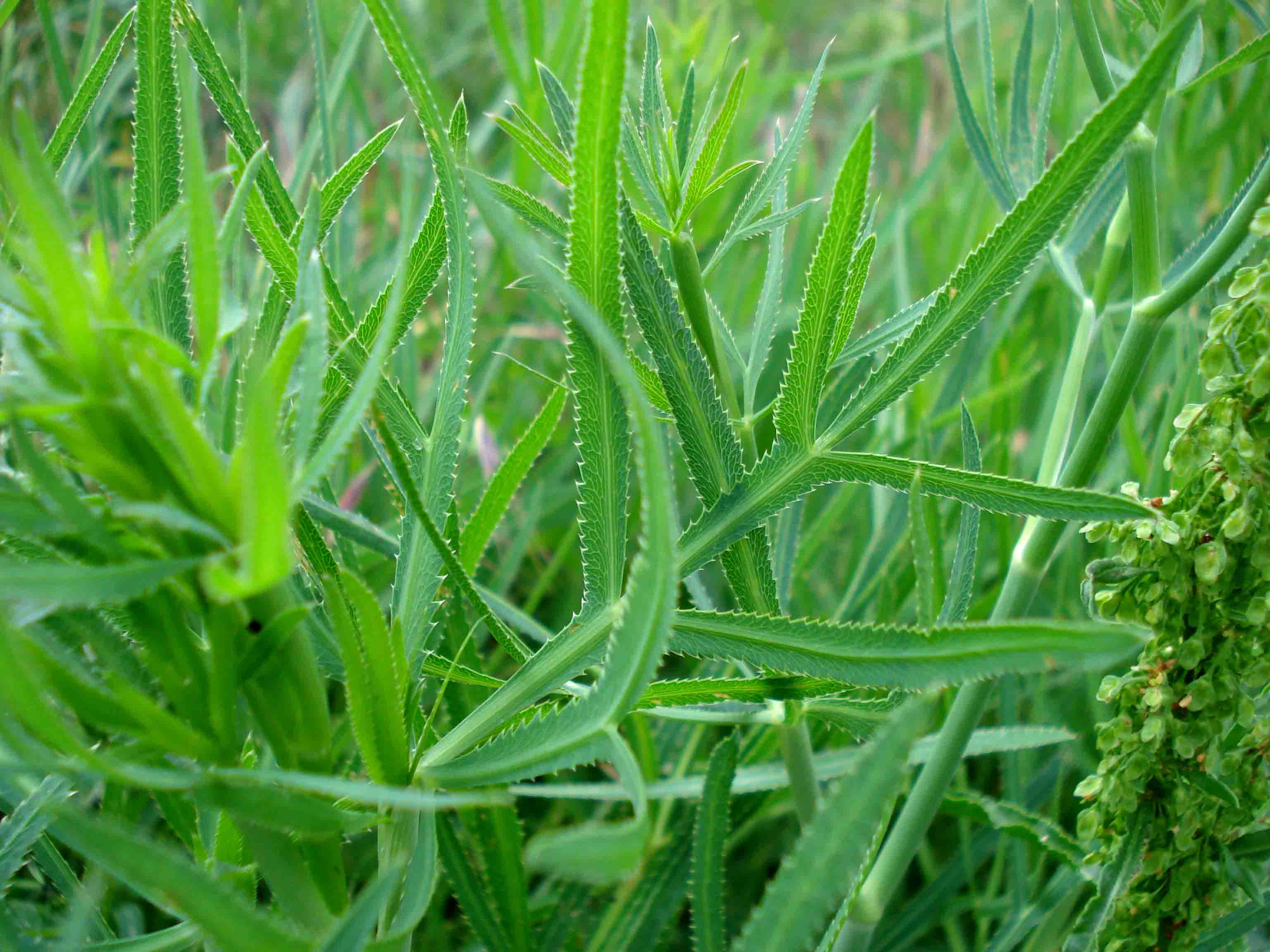
Blad
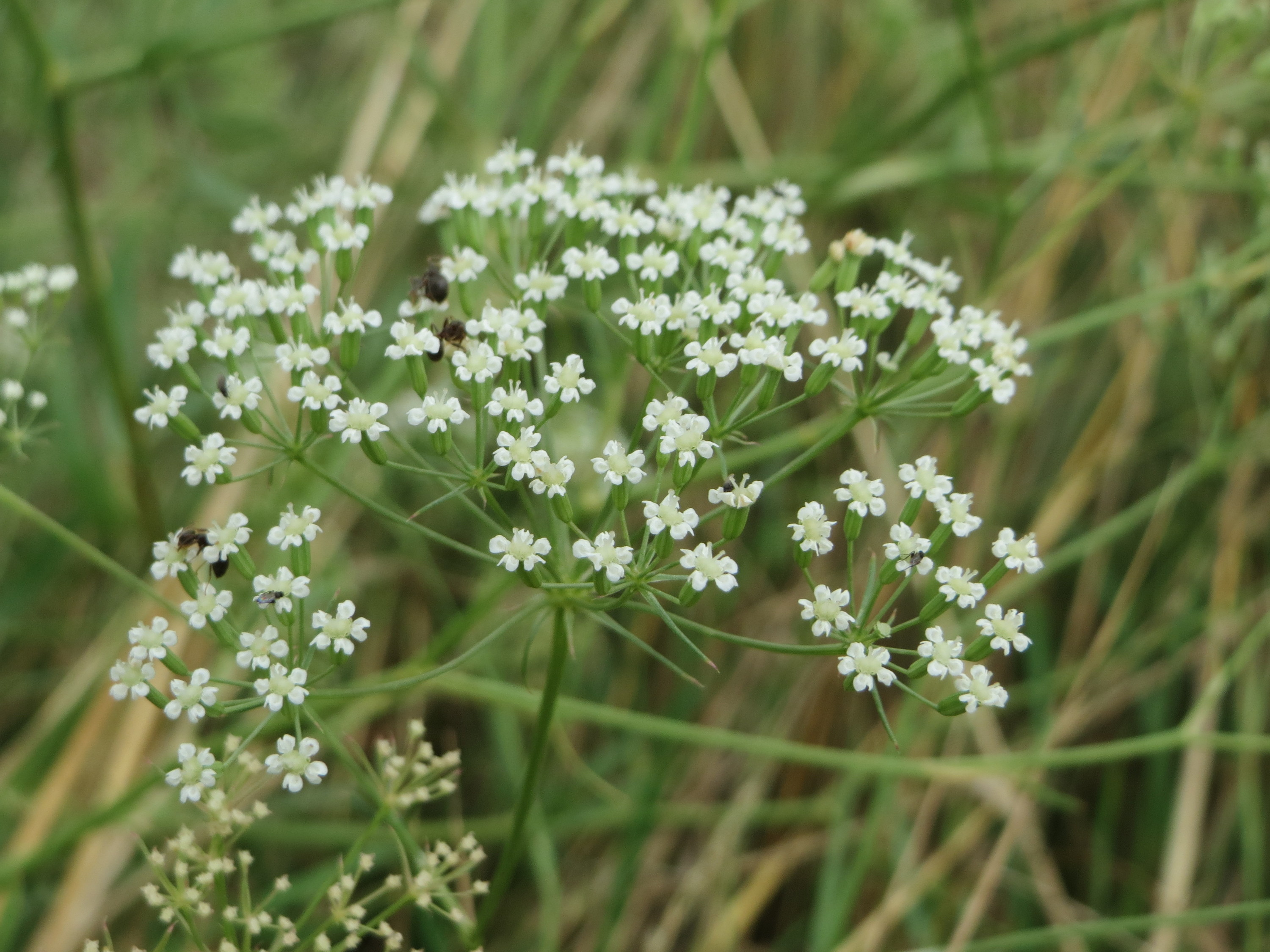
Blommor

## Utbredning
Artens ursprungsområde är södra centrala Europa till centrala Asien (Centralasien, norra Sydvästasien). I Sverige är den en införd art som är naturaliserad. Den har främst införts genom orent utsäde och har funnits i Sverige sedan minst 1800-talet. Skärblad är även en införd och naturaliserad art i Danmark, men den finns inte i Norge eller Finland. I Sverige finns den från Skåne till Bohuslän, Västergötland och Uppland och på Öland och Gotland.
Skärblad föredrar torra och varma växtplatser. I ursprungsområdet växer den till exempel i torra slänter och backar, öppna skogar och stäppartade områden. I Sverige är vägkanter, åkerkanter och ruderatmark den vanligaste typen av växtplatser. Skärblad är rödlistad som starkt hotad i Sverige.